# Anselm Weidner
Anselm Weidner (* 1943 in Halle (Saale)) ist ein deutscher Journalist und Hörfunkautor.

## Leben
Weidner studierte in Berlin, Kiel, Frankfurt am Main und London Jura, Pädagogik und Philosophie. Er arbeitete als Jurist, Sozialforscher, Fachhochschullehrer und Therapeut. Seit 1988 schreibt er für den Hörfunk. 1999 und 2000 erhielt er den Civis-Preis und 2001 den Journalistenpreis des Märkischen Wirtschafts- und Presseclubs. 2002 initiierte er die Arbeitsgruppe Bürgerhaushalt Berlin.
Weidner lebt und arbeitet in Berlin.

## Hörfunkproduktionen
- zusammen mit Professor Georg Bollenbeck: Rundfunkreihe zur deutschen Kulturgeschichte (1999):
  - Dem Bürger fliegt vom spitzen Kopf der Hut
  - Die Revolution hat gesiegt, nieder mit der Republik
  - Die Börse hüpft, die Minister wackeln
  - Köpfchen senken und an Adolf Hitler denken
  - Noch einmal davongekommen
- Zusammengeschlagen und vergessen – Opfer rassistischer Gewalt in Deutschland 1999 (Civis-Medienpreis gemeinsam mit Andrea Nienhuisen)
- Angermünde und anderswo 2000 (Civis-Medienpreis)
- Die Stadt, die ihre Seele verlor – Odessa am Schwarzen Meer 2000
- Null Toleranz – Ein Gericht in Midtown Manhattan, Feature 2002
- Linie 5 – Neues aus dem Osten. Halle an der Saale im Jahre 10 der Wiedervereinigung Feature 2001 (Journalistenpreis des Märkischen Wirtschafts- und Presseclubs)
- Roma ebraica – Das jüdische Rom 2002
- Mein Jerusalem; Visionen und Konflikte Feature 2003
- Der Riems – die unheimliche Insel: Das erste virologische Forschungsinstitut der Welt 2004
- Der Berliner Bankenskandal – eine unendliche Geschichte"
- Unter dem Pflaster liegt der Strand – die 68er. Süddeutscher Rundfunk, (S2 Kultur), Redaktion Schulfunk. Autor und Sprecher: Anselm Weidner. Regie: Carola Preuß. Stuttgart: SDR. Tonkassetten
  - Teil 1: Demokratie – jetzt oder nie! und Teil 2: Trau keinem über 30!, 1998, 1 Tonkassette
  - Teil 3: Ho-ho-ho-Chi-Minh! und Teil 4: Frauenpower macht Männer sauer!, 1998, 1 Tonkassette (Erstsendung: Freitag, 26. Juli 1996, 8.30–9.00 Uhr, S2 Kultur, Redaktion: Detlef Clas SWR 2 Wissen)
- Demokratie für sechs Milliarden Menschen
- Der G8-Gipfel in Heiligendamm – Ausnahmezustand in Deutschland  2008
- Der alte Antonio und das neue Leben – 15 Jahre Zapatismus. Autoren: Anselm und Jakob Weidner. Koproduktion WDR/SWR. (Ursendung WDR 5, 1. Januar 2009)
- Brunnenviertel/Marthashof – Leben am sozialen Äquator, der neuen Grenze, DLF (Ursendung 3. März 2009)
- Freiwerdende Gebiete – Chancen des Schrumpfens DLF (Ursendung 2. März 2010)
- Casino Venezia – die Stadt als Ware und Traum WDR3 (Ursendung 30. Oktober 2010), s.a: Artikel zusammen mit Elias Steinhilper in Berliner Zeitung Wochenendmagazin 12./13. März 2011:"Aschermittwoch in Venedig – Der Karneval ist vorbei, die Touristen sind weg. Aber sie kommen wieder. Bis zum Untergang"
- Auf den Spuren der Faust. Der Westen und der Arabische Frühling – Ursendung SWR2, 30. November 2011"
- Ruf und Widerruf. Der Streit um den Wiederaufbau der Garnisonkirche – Ursendung DLF, 20. März 2012"
- Die Nachtigall war's und nicht die Lerche – Lange Nacht der Singvögel; Ursendung DLF/DLRK, 2./3. Juni 2012"
- "Diese Stadt lag in einem anderen Land – Geschichten aus HaNeu" ; Ursendung WDR 10. Okt. 2015
- "Wie geht's Kuba? kubanischer Alltag im Jahre 11 unter Raul Castro"; Ursendung MDR 1. Feb. 2017
- "Lutz Taufer – Zwischen RAF und Weltfriedensdienst", WDR 2018
- "Vorläufige Hölle – Brasilien im Jahr 2 unter J. Messias Bolsonaro, Ursendung WDR 30. August 2020
- "Angermünde und anderswo II - Die Demokratie am Scheideweg"  mit Elias Steinhilper, Ursendung DLF 27.8 2024
- "Glück für einen allein gibt es nicht - Klanbilder einer Agrikulturlandschaft" mit Kirsten Reese, SWR 22.9.2024

## Theater
Anlässlich der 11. Jüdischen Kulturtage November 1997 in Berlin:
Hör-Theater Jerusalem am Hudson
- Teil 1: Many Countries – One Nation – 70 Nationen in einer Stadt
- Teil 2: Little Odessa – Russische Juden in New York
- Teil 3: Knocking on Heaven's Door – Von Ultraorthodox bis Reform
- Teil 4: Between Ed Koch and Farrakhan – Juden in der Politik
- Teil 5: Too Jewish – Jüdische Identität zwischen Ultraorthodox und Assimilation